# Liste der Baudenkmale in Schönwald
In der Liste der Baudenkmale in Schönwald sind alle Baudenkmale der brandenburgischen Gemeinde Schönwald und ihrer Ortsteile aufgelistet. Grundlage ist die Veröffentlichung der Landesdenkmalliste mit dem Stand vom 31. Dezember 2020.

## Baudenkmale in den Ortsteilen
In den Spalten befinden sich folgende Informationen:
- ID-Nr.: Die Nummer wird vom Brandenburgischen Landesamt für Denkmalpflege vergeben. Ein Link hinter der Nummer führt zum Eintrag über das Denkmal in der Denkmaldatenbank. In dieser Spalte kann sich zusätzlich das Wort Wikidata befinden, der entsprechende Link führt zu Angaben zu diesem Denkmal bei Wikidata.
- Lage: die Adresse des Denkmales und die geographischen Koordinaten. Link zu einem Kartenansichtstool, um Koordinaten zu setzen. In der Kartenansicht sind Denkmale ohne Koordinaten mit einem roten beziehungsweise orangen Marker dargestellt und können in der Karte gesetzt werden. Denkmale ohne Bild sind mit einem blauen bzw. roten Marker gekennzeichnet, Denkmale mit Bild mit einem grünen beziehungsweise orangen Marker.
- Bezeichnung: Bezeichnung in den offiziellen Listen des Brandenburgischen Landesamtes für Denkmalpflege. Ein Link hinter der Bezeichnung führt zum Wikipedia-Artikel über das Denkmal.
- Beschreibung: die Beschreibung des Denkmales
- Bild: ein Bild des Denkmales und gegebenenfalls einen Link zu weiteren Fotos des Baudenkmals im Medienarchiv Wikimedia Commons

### Schönwalde
| ID-Nr.                           | Lage                    | Bezeichnung | Beschreibung | Bild           |
| -------------------------------- | ----------------------- | --- | --- | -------------- |
| 09140275                         | (Lage)                  | Fachwerkkirche | Die evangelische Kirche stammt wahrscheinlich aus dem Jahre 1686. Der Kanzelaltar stammt wahrscheinlich aus dem Jahre 1686. | weitere Bilder |
| 09140765                         | Bahnhofstraße 60 (Lage) | Bahnhof Schönwalde, bestehend aus Empfangsgebäude mit Stellwerksannex, Verbindungsbau, Güterschuppen, Abortgebäu-de sowie Bahnsteig, gepflasterter Bahnhofsvorplatz und Kleinpflaster an den Gebäuden | | weitere Bilder |
| 09140766 Teilobjekt zu: 09140765 | Bahnhofstraße 60 (Lage) | Bahnhofsempfangsgebäude | | BW             |
| 09140767 Teilobjekt zu: 09140765 | Bahnhofstraße 60 (Lage) | Toilettenhaus & Stall | Die Gebäude stehen nordwestlich des Empfangsgebäudes.                                                                       | BW             |
| 09140768 Teilobjekt zu: 09140765 | Bahnhofstraße 60 (Lage) | Güterschuppen | Der Schuppen befindet sich östlich des Empfangsgebäudes.                                                                    | BW             |
| 09140276                         | Hauptstraße 48 (Lage)   | Fachwerkhaus „Dorfkrug“ | Das Fachwerkhaus stammt aus der zweiten Hälfte des 18. Jahrhunderts.                                                        | weitere Bilder |

### Waldow/Brand
| ID-Nr.   | Lage              | Bezeichnung    | Beschreibung | Bild           |
| -------- | ----------------- | -------------- | --- | -------------- |
| 09140296 | (Lage)            | Fachwerkkirche | Die evangelische Kirche ist ein Fachwerkgebäude. Am Südportal steht das Jahr 1709, das mögliche Baujahr, der Stifter war Friedrich von Sutterheim. | weitere Bilder |
| 09140551 | Dorfstraße (Lage) | Kriegerdenkmal | | Kriegerdenkmal |